# 実用音楽
実用音楽（じつようおんがく、ドイツ語：Gebrauchsmusik）とは、音楽はそれ自身のために存在するのみならず、特定の目的のために存在するという、ドイツで発達した思想をいう。特定の目的とは政治集会や軍の式典、ダンスや無声映画の伴奏、学生の演奏など教育目的の演奏も含まれる。
実用音楽という考えが生み出された背景には音楽学の発達がある。19世紀後半から20世紀にかけて音楽学は主にドイツの学者たちによって近代的な学問へと発達し、伝記研究だけではなく、歴史上の音楽の社会的な位置づけや音楽と音楽家の社会的な関係など研究テーマが広がったことがある。それにより第一次世界大戦後のドイツでは音楽を、個人主義的かつロマン主義的な側面からとらえることよりも、現実的な社会や政治との関わりからとらえることに重きが置かれるようになった。
最初に「実用音楽」という語を使用したのは音楽学者のパウル・ネットルであるが、さらにハインリヒ・ベッセラーは聴衆が受け身になる絶対音楽に対して、実用音楽は参加型の芸術であるとして肯定的な意味合いを与えた。このように誰もがアクセスしやすい音楽という実用音楽の概念は商業音楽の発展につながり、1920年代のベルリンでのジャズやキャバレーソングの隆盛に大きな影響を与えた。
クラシック音楽の分野で実用音楽を提唱した人物としてパウル・ヒンデミット、クルト・ヴァイル、エルンスト・クルシェネクらがいる。